# 4921 Volonté
4921 Volonté là một tiểu hành tinh vành đai chính với chu kỳ quỹ đạo là 1368.5850948 ngày (3.75 năm).
Nó được phát hiện ngày 29 tháng 9 năm 1980.